# 永田和一
永田 和一（ながた かずいち、1947年1月9日 - ）は、日本の実業家、三井不動産株式会社元専務取締役専務執行役員、フロンティア不動産投資法人元執行役員。

## 人物・経歴
1947年1月9日生まれ。1969年3月、立教大学法学部卒業。同年4月、三井不動産株式会社入社。
1990年4月、関西支社業務施設事業部長、1998年6月、取締役グループ経営企画本部グループ経営企画部長に就任。
2001年6月、常務執行役員グループ経営本部長、2003年6月、専務取締役専務執行役員関連事業本部長、2005年4月、専務取締役専務執行役員商業施設本部長に就任。
商業施設本部長として、「ラゾーナ川崎プラザ」などの大型複合施設の開発を進め、地域の発展に寄与した。また、フロンティア不動産投資法人執行役員も務め、三井不動産グループが開発・運営する「ららぽーと」や「三井アウトレットパーク」などの商業施設の保有等、投資運用の経営を進めた。